# Ügyek törzsfő
Ügyek – vagy Ugyel, Ugek, Ugeg, Vgec, Vger – (8. század közepe - 818 után) mondabeli magyar nemzetségfő, Álmos vezér feltételezett apja vagy nagyapja. Felesége valószínűleg Emese, Álmos anyja volt, aki a legenda szerint isteni álmot látott fiuk születése előtt.

## A név jelentése
Anonymusnál Vgec néven szerepel, mely alak később különféle magyarázatoknak lett alapja. A név elemzése körüli legújabb összefoglaló, B. Szabó János és Sudár Balázs tanulmánya a név magyarázatának következő lehetőségeit adja:
- Ügyek - A nevet még 1926-ban Pais Dezső nyelvész fordította először Ügyekként. Pais Dezső szerint Ügyek neve az ügy, üd, igy, id ’szent’ szó (vö. egy kő, egy fa, egy-ház, idvezül stb.) -k vagy -g kicsinyítő képzős származékának látszik.[2]
- Ügek - Czuczor Gergely, illetve Fogarasi János a nevet a mongol nyelvből eredetezteti, ahol az ügek áldozati -vesszőt vagy -gyapjút ill. csomót jelent, és ugyanígy tesz feleségével Emesével, illetve apósával Önedbelia vezérrel, ahol a mongolul "becseset" jelentő önetei szóval azonosította a vezér nevét.[3]
- Üge/Öge török méltóságnév - Györffy György szerint innen ered,[4] és ezt Pais Dezső sem zárta ki teljesen.[5] Az üge/öge jelentése: "bölcs" (melléknév ill. főnév), valamint "tanácsadó". A szó az újguroknál is előfordult, jellemzően el-ögeszi -az ország ögéje- formában. A herceggel és vezírrel áll egy szinten.[6] A legfőbb vezetők egyike volt, általánosságban pedig bölcs embert, tanácsadót jelentett.
- Üge - Az utolsó ujgur fejedelem neve. Ráadásul az illető éppen akkoriban élhetett, mint Álmos apja, Ügyek: a IX. század első felében volt aktív, s 846-ban halt meg az Altaj hegységben.[7] B. Szabó és Sudár feltételezik, hogy az ujgur birodalom széthullásával egyes nemzetségeik nyugatra menekülhettek.

## Jelentősége
A tágan értelmezett sztyeppi kultúrkörben viszonylag jól megfogható, hogy a dinasztiák miféle ősöktől származtatták magukat, illetve hogy meddig vezették vissza a származásukat. Lényegében három típus létezik.
1. A távoli, „szellemi” ős, aki a család életében valamilyen fontos és meghatározó lépést tett meg, de az igazi hatalom majd csak nemzedékekkel később fejlődött ki;
2. A birodalomalapító, aki egy hatalmas államot hozott létre, amelyet utódai örököltek;
3. A családfa elágazási pontján álló személy, aki után a dinasztia tagjainak meg kellett határozniuk, hogy melyik ághoz is tartoznak.

Ügyek egyértelműen az első csoportba tartozónak tekinthető. Sokatmondó a csoport többi tagjának személye: Ertogrul (az Oszmán Birodalom alapítójának, I. Oszmánnak az apja), Sejh Szafi (Szafavida Birodalom), Számán (Számánida Birodalom), több más híres alapító mellett.

## Feltételezett családja
- Apja Ed, Csaba királyfi fia (8. század)
- Felesége Emese fejedelemasszony (8. század közepe – 9. század eleje)
- Fia Álmos vezér (819–895)